# Noppon Saengkham
Noppon Saengkham (Samut Prakan, Thailand, 15 juli 1992) is een Thais professioneel snookerspeler.
Saengkham bereikte halvefinales op het Six-red World Championship 2015, de Welsh Open en het World Open beide in 2018.

## Belangrijkste resultaten

### Wereldkampioenschap
Hoofdtoernooi (laatste 32 of beter):
| #  | Seizoen     | Editie  | Prestatie  | Extra                               |
| -- | ----------- | ------- | ---------- | ----------------------------------- |
| 1. | 2016 / 2017 | WK 2017 | Laatste 32 | Verloor met 10-4 van Neil Robertson |
| 2. | 2019 / 2020 | WK 2020 | Laatste 16 | Verloor met 13-12 van Mark Selby    |
| 3. | 2021 / 2022 | WK 2022 | Laatste 16 | Verloor met 13-7 van John Higgins   |
| 4. | 2022 / 2023 | WK 2023 | Laatste 32 | Verloor met 10-7 van Jack Lisowski  |